# Cringleford
Cringleford – wieś w Anglii, w hrabstwie Norfolk, w dystrykcie South Norfolk. Leży 5 km na południowy zachód od Norwich i 154 km na północny wschód od Londynu.
Miejscowość liczy 2076 mieszkańców.